# Муйнемон мак Кас
Муйнемон мак Кас — (ірл. — Muinemón, Muineamhón, Muinemón mac Cas) — верховний король Ірландії. Час правління (відповідно до середньовічної ірландської історичної традиції): 955—950 до н. е. (відповідно до «Історії Ірландії» Джеффрі Кітінга) або 1333—1328 до н. е. відповідно до хроніки Чотирьох Майстрів. Син Каса Клохаха (ірл. — Cas Clothach), онук Ірарда (ірл. — Irárd), нащадок Рохехтайда (ірл. — Rothechtaid), нащадок Роса (ірл. — Ros), нащадок Гласа (ірл. — Glas), нащадок Нуаду Деклама (ірл. — Nuadu Declam), нащадок верховного короля Ірландії Еохайда Фебар Гласа — Еохайда Сіра Сокира (ірл. — Eochaid Faebar Glas). Допоміг Фіаху Фінскохаху (ірл. — Fíachu Fínscothach) вбити свого батька — Сетна Айрта (ірл. — Sétna Airt) і посісти трон верховних королів Ірландії. Через двадцять років він вбив Фіаху і сам посів трон верховних королів Ірландії. Він був першим королем Ірландії, що носив золоті прикраси торкс на шиї (своєрідні пекторалі). Від цього походить і його прізвище — від ірл. muin — шия. Правив Ірландією протягом 5 років. Помер від чуми під час її епідемії. Це сталося в Айдне (ірл. — Aidne) — в Коннахті. Йому успадкував трон його син Файлдергдойт (ірл. — Faildergdóit).